# Frédéric Alfred d'Erlanger
El Baró Frédéric Alfred d'Erlanger (París, 29 de maig de 1868 - Londres, 23 d'abril de 1943 fou un compositor anglo-francès.
Fill de pare alemany, va fer els seus primers estudis musicals a París, traslladant-se a Londres vers el 1888 i adquirint allà la nacionalitat anglesa, que va servar sempre. Les seves composicions, que es distingeixen per la claredat de forma i l'elegància d'idees, comprenent obres de tots els gèneres. D'elles destaquen les tres òperes:
- Jehan de Santré (estrenada a Aix-les-Bains i Hamburg el 1894);
- Inez Mendo (escrita amb el pseudònim de ?Ferdinand Regnal i estrenada en el Covent Garden, de Londres, el 1897);
- Tess of the Urbevilles, estrenada en el Teatro San Carlo de Nàpols el 1906.

Entre altres obres cal citar:
- un quartet de corda;
- una sonata per a violí i piano;
- un Andante symphonique, per a violoncel i orquestra;
- un quintet amb piano;
- una Suite Symphonique, per a orquestra;
- un Concert per a violí i un altre per a piano, ambdós amb acompanyament d'orquestra.